# Copa Rommel Fernández 2018
La Copa Rommel Fernández Más Móvil 2018 es el comienzo de la temporada 2018 de la tercera división de Panamá. El formato en el que se basa este torneo son tres (3) grupos dividos por Zonas. Se diven así Zona 1 conformada por Panamá, Darién, San Miguelito, Colón, Panamá Oeste. Zona 2 Coclé, Herrera, Los Santos, Veraguas. Zona 3 Chiriqui, Chiriqui Occidente, Bocas del Toro.
Este torneo arrancó el Domingo 7 de enero de 2018 y el ganador esta por definirse.

## Fase de grupos

### Zona 1
Grupo A
|    | Equipos             |  | PJ | G | E | P | GF | GC | Dif. | Pts. |
| -- | ------------------- |  | -- | - | - | - | -- | -- | ---- | ---- |
| 1. | Las Margaritas FC   |  | 0  | 0 | 0 | 0 | 0  | 0  | 0    | 0    |
| 2. | FD Real Portobelo   |  | 0  | 0 | 0 | 0 | 0  | 0  | 0    | 0    |
| 3. | Deportivo Río Tuira |  | 0  | 0 | 0 | 0 | 0  | 0  | 0    | 0    |
| 4. | Parque Norte FC     |  | 0  | 0 | 0 | 0 | 0  | 0  | 0    | 0    |
| 5. | Promesa de Dios FC  |  | 0  | 0 | 0 | 0 | 0  | 0  | 0    | 0    |
| 6. | Tierra Firme FC     |  | 0  | 0 | 0 | 0 | 0  | 0  | 0    | 0    |

#### Grupo B
|    | Equipos              |  | PJ | G | E | P | GF | GC | Dif. | Pts. |
| -- | -------------------- |  | -- | - | - | - | -- | -- | ---- | ---- |
| 1. | Arsenal FC           |  | 0  | 0 | 0 | 0 | 0  | 0  | 0    | 0    |
| 2. | La Feria FC          |  | 0  | 0 | 0 | 0 | 0  | 0  | 0    | 0    |
| 3. | Independiente Darién |  | 0  | 0 | 0 | 0 | 0  | 0  | 0    | 0    |
| 4. | Montpellier FC       |  | 0  | 0 | 0 | 0 | 0  | 0  | 0    | 0    |
| 5. | Rocinha FC           |  | 0  | 0 | 0 | 0 | 0  | 0  | 0    | 0    |

### Zona 2
|    | Equipos             |  | PJ | G | E | P | GF | GC | Dif. | Pts. |
| -- | ------------------- |  | -- | - | - | - | -- | -- | ---- | ---- |
| 1. | La Barriada FC      |  | 3  | 3 | 0 | 0 | 10 | 0  | +10  | 9    |
| 2. | DoGo Prikids FC     |  | 3  | 2 | 1 | 0 | 10 | 4  | +6   | 7    |
| 3. | Sporting Paris      |  | 3  | 2 | 0 | 1 | 6  | 6  | +0   | 6    |
| 4. | Villa Guadalupe FC  |  | 3  | 1 | 1 | 1 | 4  | 3  | +1   | 4    |
| 5. | Algarrobos FC       |  | 3  | 1 | 1 | 1 | 7  | 7  | +0   | 4    |
| 6. | Alianza FC          |  | 3  | 0 | 1 | 2 | 3  | 4  | -1   | 1    |
| 7. | Élite FC            |  | 3  | 0 | 1 | 2 | 1  | 6  | -5   | 1    |
| 8. | Atlético Millonario |  | 3  | 0 | 1 | 2 | 2  | 11 | -9   | 1    |

- Datos: Q48796402